# Борщово (Ленінградська область)
Борщово (рос. Борщово) — присілок у Лузькому районі Ленінградської області Російської Федерації.
Населення становить 85 осіб. Належить до муніципального утворення Оредежське сільське поселення.

## Історія
Згідно із законом від 28 вересня 2004 року № 65-оз належить до муніципального утворення Оредежське сільське поселення.

## Населення
| 1838 | 1862 | 1997 | 2007 | 2010 |
| ---- | ---- | ---- | ---- | ---- |
| 26   | ↗56  | ↗98  | ↘85  | →85  |